# 바가바드라
바가바드라(브라흐미 문자: 𑀪𑀸𑀕𑀪𑀤𑁆𑀭)는 기원전 114년부터 기원전 83년까지 북부 및 중부 인도를 통치했던 숭가 황제이다. 비록 숭가 제국의 수도는 파탈리푸트라에 있었지만, 그는 또한 비디샤에서 조정을 열었다고 알려져 있다. 바가바드라는 푸라나 기록에 있는 숭가의 다섯 번째 통치자인 바드라카와 동일인물로 추정된다.

## 헬리오도로스 비문
그는 인도 중부의 비디샤 유적지 헬리오도로스 기둥에 새겨진 비문에서 가장 잘 알려져 있는데, 여기에는 탁실라의 인도 그리스 왕 안티알키다스 사절단과의 접촉이 기록되어 있으며 바라나시 출신 공주의 아들인 구세주 카시푸트라 바가바드라로 이름이 새겨져 있다."
:Devadevasa Va [sude]vasa Garudadhvajo ayam

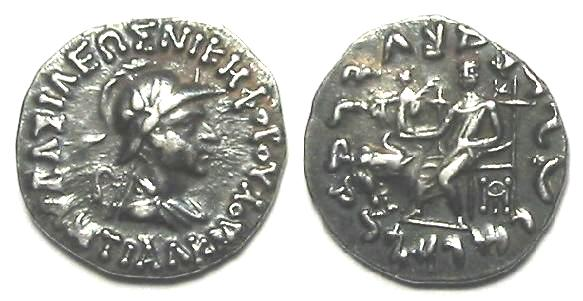
바가바드라에게 사절단을 보낸 인도-그리스 왕 안티알키다스의 주화.

karito i[a] Heliodorena bhaga-
vatena Diyasa putrena Takhasilakena
Yonadatena agatena maharajasa
Amtalikitasa upa[m]ta samkasam-rano
Kasiput[r]asa [Bh]agabhadrasa tratarasa
vasena [chatu]dasena rajena vadhamanasa

신들의 신 바수데바(크리슈나 또는 비슈누)의 가루다 표준이다.
신봉자 헬리오도로스가 이곳에 세웠다,

탁실라 사람 디온의 아들이며,

위대한 그리스(요나) 왕이 보낸

안티알키다스의 대사,

구세주 카시푸트라 바가바드라 왕

재위 14년에 바라나시에서 온 공주의 아들.

(인도 고고학 조사, 연례 보고서(1908-1909))

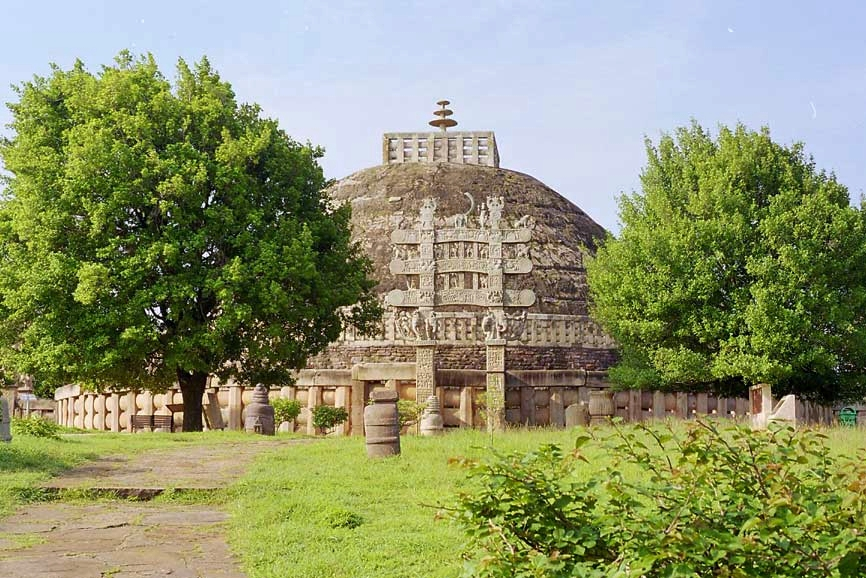
산치 대스투파의 확장 공사 중 일부는 바가바드라의 후원을 받았을 수도 있다.

이 비문은 기원전 100년경 비디사 지역을 숭가 제국이 지배하고 있었음을 입증하는 경향이 있다는 점에서 중요하다. 또한 숭가 시대에 속했던 것으로 추정되는 인근 산치 스투파에 대한 예술적 실험도 이를 뒷받침한다. 이 지역에서는 모두 세 개의 숭가 기둥도 발견되었다. 헬리오도로스가 세운 가루다 기둥과 이 기둥에 새겨진 비문은 인도의 바가바타파에 대한 가장 초기의 물질적 증거로 여겨진다.